# Cantonul Les Essarts
Cantonul Les Essarts este un canton din arondismentul La Roche-sur-Yon, departamentul Vendée, regiunea Pays de la Loire, Franța.

## Comune
- Boulogne
- Dompierre-sur-Yon
- Les Essarts (reședință)
- La Ferrière
- La Merlatière
- L'Oie
- Sainte-Cécile
- Sainte-Florence
- Saint-Martin-des-Noyers